# Беккет (фильм, 2021)
«Беккет» (англ. Beckett) —  боевик-триллер режиссёра Фердинандо Чито Филомарино. Фильм вышел на Netflix 13 августа 2021 года.

## Сюжет
Американский турист Беккет и его девушка Эйприл, отдыхая в Греции, забронировали отель на площади Синтагма в Афинах. Но из-за политического митинга в пользу политического лидера Греции Карраса в Афинах они переместили своё место отдыха. Они решили переехать в местечко недалеко от Лоаннии, чтобы поселиться в спокойной обстановке. Тем не менее, Беккет засыпает во время ночной автомобильной поездки, и машина вылетает с дороги и врезается в дом. Но оказавшись в ловушке, Беккет видит мальчика, которого торопливо выводит из дома блондинка.
На следующий день Беккет просыпается в больнице и узнаёт, что Эйприл мертва. Он оплакивает её смерть и винит себя в трагедии. Беккет идёт к месту аварии и пытается лишить себя жизни, проглотив Амбиен (снотворное). Однако, прежде чем он успевает навредить себе, блондинка стреляет в него. Вскоре Беккет узнаёт, что вооружённая женщина связана с полицией, которая хочет убить его по неизвестным причинам.
Беккет убегает от властей Греции с целью добраться до посольства США в Афинах. Пока он пытается выжить, путешествие раскрывает всё более глубокие и тёмные секреты политической напряжённости в Греции.

## В ролях
- Джон Дэвид Вашингтон — Беккет
- Алисия Викандер — Эйприл
- Бойд Холбрук — Стивен Тайнен
- Вики Крипс — Лена
- Панос Коронис — Офицер Ксенакис
- Мария Вотти — Элени

## Релиз
В октябре 2020 года Netflix приобрела права на дистрибуцию фильма. Мировая премьера фильма состоялась 4 августа 2021 года на Международном кинофестивале в Локарно, а с 13 августа фильм стал доступен на Netflix.

## Производство
В апреле 2019 года было объявлено, что Джон Дэвид Вашингтон, Алисия Викандер, Бойд Холбрук, Вики Крипс присоединились к актёрскому составу фильма, продюсером которого выступит Лука Гуаданьино. Съёмки стартовали в Афинах в этом же месяце.

## Критика
На агрегаторе рецензий Rotten Tomatoes фильм имеет рейтинг 47 %, основанный на 77 отзывах со средней оценкой 5,4 из 10.